# Lin Beifong

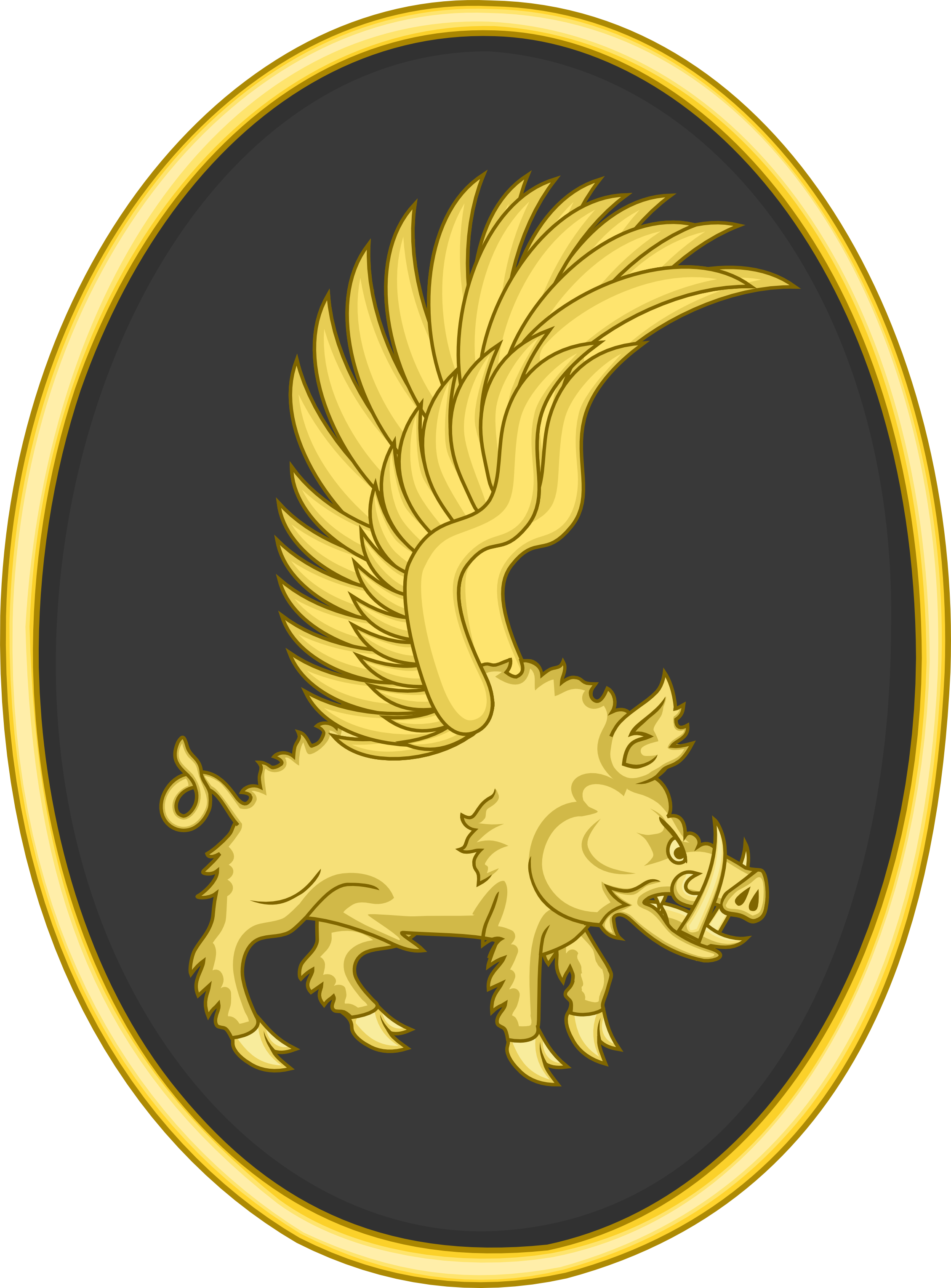
Emblema de la familia Beifong

Lin Beifong es la hija de Toph Bei Fong, y la jefa de Policía de Ciudad República. Aunque su madre le enseñó a la previa encarnación del Avatar el arte de la Tierra Control, Lin no tuvo especial afecto por la nueva Avatar cuando llegó a la ciudad. Según Lin, la manera imprudente de actuar de Korra había dejado en ruinas un gran número de calles, haciendo de ella una de las mayores amenazas que la ciudad había enfrentado en años. Sin embargo, cambió de parecer cuando Amon y sus seguidores hacen su aparición pública amenazando a la ciudad y a sus habitantes.

## Historia

### Pasado
Nacida de Toph Bei Fong 20 años después del fin de la Guerra de los Cien Años, Lin Beifong heredó de su madre Tierra Control, además de la sub-habilidad del Metal Control. Cuando se volvió adulta, se convirtió en la nueva Jefa de la Policía, manteniéndose a la cabeza de la Fuerza de Policía de Metal Control. 
Ya que su madre era amiga del Avatar Aang, Lin y Tenzin se conocen desde la niñez. Durante su juventud, ella estuvo involucrada románticamente con Tenzin, aunque ellos estaban distanciándose, la relación se quebró cuando Pema confesó su amor por el Maestro Aire. De acuerdo con el relato de Tenzin, Lin intentó utilizar sus influencias para encarcelar a Pema, sin éxito.

### Llegada de Korra
Cuando Korra llega a Ciudad República, fue arrestada y llevada ante Lin Beifong, acusada de destrucción de propiedad pública y privada. Tenzin eventualmente llegó a eximir a la joven Avatar de los cargos; sin embargo, Lin dejó bien claro que deseaba que Korra se fuera de la ciudad. Poco después, la nueva Avatar fue abordada por un periodista durante una rueda de prensa, el cual le preguntó si trabajaría con la jefa de Policía, algo a lo que Korra no respondió. Korra se encontró con Lin en la fiesta que dio el concejal Tarrlok. Lin le dijo que no se sintiera impresionada por ser el Avatar y que no merecía la admiración dada por los habitantes de Ciudad República.

### Final del Campeonato
Luego de que el Consejo de la República Unida planeara cerrar la Arena debido a la amenaza de Amon, Lin entró en el Ayuntamiento de Ciudad República y se puso del lado de Korra, exigiendo al Consejo que mostrara un poco de valor. A cambio de permitir que la final tuviera lugar, Lin prometió proveer seguridad para el evento. Este acuerdo persuadió al Consejo de la República Unida para mantener la Arena abierta. Tenzin la buscó más tarde para ofrecerle su ayuda, pero ella le dijo que no necesitaba de alguien que la cuidara. Ella entonces ignoró el agradecimiento de Korra por estar de acuerdo con ella en la reunión del Consejo y se alejó. 
Lin se encargó personalmente de organizar la seguridad del evento, y finalmente accedió a enterrar ciertos recuerdos para trabajar conjuntamente con Tenzin, declarando una tregua. Cuando Tenzin se enfureció por el comportamiento antideportivo del equipo contrario, Lin estaba asombrada con esto, afirmando que ella no pensaba que fuera a conocer las reglas del juego. Los dos mantuvieron una pequeña conversación durante el juego luego de ver como Korra ganó el desempate. Le parecía extraño que el dulce padre de Tenzin, Aang, se haya reencarnado en una chica tan terca y feroz como Korra, a la que describió como "más dura que una roca". Tenzin le dijo que Korra se parecía a ella cuando tenía esa edad, y que creía que se llevarían si ella le diera una oportunidad. 
Desafortunadamente, los Igualitarios estaban preparados, y la seguridad dispuesta por Lin demostró ser inútil. Luego del partido, los enemigos atacaron con Guantes Electrificantes, dejando a Tenzin y Lin inconscientes. Cuando lograron despertarse, Amon y sus seguidores estaban huyendo. Viendo que el Avatar caía sin poder usar eficazmente su Agua Control, Lin saltó y logró atrapar a Korra con sus cables, evitando una muerte segura. A continuación, la arrojó hasta el techo de la Arena, lo que le permitió a Korra combatir a los atacantes. 
Una vez que se unió al Avatar en el techo, Lin fue sorprendida de nuevo por el Teniente, pero logró recuperarse y contraatacar. Ella desplegó sus cables hacia la nave de Amon para enfrentarlo, pero cuando vio que Korra caía por la cúpula de vidrio hacia el suelo de la Arena, decidió tomar la difícil decisión de soltar a la nave de Amon para salvarla. Ella le agradeció después y luego la jefa de Policía le expresó su malestar, afirmando que habían caído como ingenuos en el juego de Amon.

### Investigación de la Finca Sato
Después del ataque, Lin fue acusada de fracasar al no poder capturar Amon. Tarrlok incluso propuso en una conferencia de prensa que dejará de ser la jefa de la Policía. Ella comenzó a llevar a cabo numerosas investigaciones con Tenzin, interrogando a los testigos del incidente en la Arena. Más tarde recibió información de que la Corporación Col fabricaba las armas que los revolucionarios habían utilizado. En una redada, los oficiales encontraron guantes, folletos de Amon y una máquina de copiar en un almacén de la fábrica, por lo que la Policía procedió a cerrar la compañía y detener al propietario.
Cuando Lin y Tenzin fueron alertados por Korra de una posible conexión entre Hiroshi Sato y Amon, la Maestro Tierra dudaba de su veracidad en un principio, pero luego estuvo de acuerdo con Tenzin que contaba con los medios y un motivo. La jefa y el Maestro Aire fueron entonces a la Mansión Sato para hacerle unas preguntas, a lo que el hombre de negocios se excusa diciendo que todo era un malentendido. A continuación, accedió a que su fábrica y almacenes sean revisadas por agentes de Lin. Sin embargo, la jefa y sus hombres no fueron capaces de encontrar nada para incriminar a Sato. 
Sin embargo, un trabajador de la fábrica deslizó en la mano de Korra una nota diciéndole que se reuniese con él debajo del Puente Ruta de Seda. El Avatar, Lin, y Tenzin se reunieron con el trabajador, quien explicó que Sato era parte de la conspiración de Amon, y de hecho había fabricado las armas utilizadas durante el ataque de arena, y que estaba trabajando en un arma aún más poderosa, para la cual tenía una fábrica secreta en su mansión. 
Lin, Korra y Tenzin, escoltados por algunos oficiales, llevaron a cabo una segunda búsqueda por la propiedad de Sato, y descubrieron una fábrica con propaganda enemiga y varias armas, incluyendo las nuevas máquinas robóticas, los Meca-Tanques. Sin embargo, pronto se dieron cuenta de que era una trampa, ya que Hiroshi Sato había sellado la salida. Lin intentó ejercer control sobre la puerta, pero no pudo ya que estaba hecha de platino, un metal tan puro que no podía ser controlado. Hiroshi informó que sus tanques también eran de platino y empezó a probar sus máquinas en Lin, Korra, Tenzin y los oficiales. Aunque Lin y sus acompañantes fueron capaces de defenderse efectivamente en un principio, los revolucionarios finalmente dominaron a los Maestros al electrificarlos y golpearlos dejándolos inconscientes. Sato ordenó a sus hombres que los ataran y entregaran a Amon.
Mientras tanto, Mako y Bolin lograron colarse en la fábrica sin ser detectados, y comenzaron a llevar a Korra, Tenzin y Lin fuera, pero Sato los descubrió y se preparó para atacar a los hermanos. Asami apareció por detrás, y después de escuchar a su padre sobre sus motivos, ella utiliza un guante electrificado para noquear a su padre y al Teniente, dando tiempo suficiente para que el resto del grupo y ella misma para escapar en un dirigible. Ellos, sin embargo, se vieron obligados a dejar a los oficiales de Lin detrás. 
Mientras que la aeronave regresaba a la ciudad, Lin, aún dolorida por el ataque, le dijo a Tenzin que temía por la suerte de sus hombres y, ya que había fracasado como Jefe de Policía, tenía la intención de presentar su renuncia en la mañana. Tenzin le dijo que no podía abandonar la lucha, pero la Maestra Metal indicó que ella renunciaría para poder encontrar a sus hombres, y acabar con Amon a su manera: Fuera de la ley. 
Lin oficialmente presentó su renuncia la mañana siguiente y Saikhan fue designado como nuevo Jefe. 

### Búsqueda del Avatar Korra
Algunos días más tarde, Lin se despertó con una emisión de radio anunciando que Korra había sido secuestrada por Igualitarios. Ella fue a la cárcel y rápidamente liberó a Asami, Mako y Bolin, quienes habían sido encarcelados por la Policía bajo las órdenes de Tarrlok. Ella fue con los miembros del Equipo Avatar a buscar a Tenzin, quien no estaba muy contento con ver a Lin fuera del hospital y a los jóvenes fuera de prisión. Después de descubrir una red de túneles bajo la ciudad, los cinco, descubrieron y se infiltraron en una guarida enemiga. Lin también encuentra a los oficiales que se vio obligada a abandonar debajo de la mansión de Hiroshi Sato, sin embargo, una vez que descubrió que Amon ya les había quitado su control, se lamentó y pidió disculpas por llegar demasiado tarde. Varios minutos después, un bloqueador de chi que habían capturado, les dijo que su organización nunca había secuestrado a Korra y que Tarrlok había mentido. Con la ayuda de Tierra Control y Metal Control de Lin, escaparon de sus perseguidores y el grupo encuentra la manera de salir de los túneles subterráneos a la superficie. Desde allí, viajaron hacia el Ayuntamiento para hacer frente a Tarrlok. 
Una vez que llegaron, el grupo desafió a Tarrlok sobre la historia de lo que había sucedido la noche anterior, diciéndole que sabían que estaba mintiendo y que tenía a Korra. Su asistente le reveló que él era un Maestro Sangre, y que había, de hecho, secuestrado al Avatar. Lin y Tenzin se prepararon para el combate, pero Tarrlok dejó a todo el grupo inconsciente usando su siniestra habilidad. Después de que Lin recuperara la conciencia, le dio una no muy amable cachetada a Tenzin para que se despertara, volviendo a su búsqueda por Korra. 
Más tarde, cuando Lin y los demás estaban buscando al Avatar sobre Oogi, escucharon el aullido de Naga, siguieron la fuente del sonido y encontraron al perro oso polar con Korra en la espalda. Lin trató de preguntarle a Korra donde estaba Tarrlok, pero Mako la empujó a un lado, exigiendo que le dieron un poco de espacio a Korra. 

### Defendiendo el Templo Aire de la Isla
Después de encontrar a Korra, Lin decidió permanecer en el Templo Aire de la Isla. Antes de que Tenzin tuviera que irse para una importante reunión del consejo, le pidió a Lin que protegiera a su familia, petición a la que accedió, a pesar de que mostró arrepiento después, cuando Pema le pidió que le diera un baño a Meelo. Posteriormente, los sonidos de las explosiones dejaron en claro que Ciudad República estaba bajo ataque, lo que llevó a Lin a pedir a la familia a que entrara y tuvieran calma. Cuando los bloqueadores de chi, liderados por el Teniente, llegaron, ella intentó defenderse, noqueando a varios bloqueadores de chi, pero finalmente fue electrificada por los palos kali del Teniente. Jinora, Ikki y Meelo llegaron a su rescate y derrotaron al grupo de atacantes en una pequeña batalla con sorprendente facilidad. Cuando Tenzin volvió a la isla, se horrorizó al saber que sus hijos habían luchado, pero fue reconfortado por Lin cuando le dijo que sin su ayuda ella no habría podido ganar y que les había enseñado bien. A medida que más aeronaves empezaron a llegar, Tenzin decidió llevar a su familia a un lugar seguro lejos de Ciudad República. 
Lin sabía que la familia necesitaba protección y los acompañó, tomando la responsabilidad de proteger a los últimos Maestros Aire en existencia. Mientras que ella, Tenzin y el resto de su familia huían en Oogi, dos aeronaves los persiguieron. Después de destrozar una red lanzada por una de las aeronaves, Lin tomó la difícil decisión de atacar a la aeronave, diciéndole a Tenzin que pasara lo que pasara, no volvieran atrás. Usando el cable de la red rota, ella saltó de Oogi y subió a la aeronave con sus alambres de metal. Una vez en la parte superior, abrió un agujero en el metal y rompió la parte superior de la aeronave, la cual empezó a caer. Saltó a la segunda para hacer lo mismo, pero fue emboscado por bloqueadores de chi que la atacaron con un aparato electrificado. 
Tras la captura de la Maestro Metal, la aeronave que quedaba dio la vuelta y dejó de perseguir a Tenzin y su familia. El sacrificio de Lin hizo que Meelo la declarara como su héroe, una afirmación con la que Tenzin estuvo solemnemente de acuerdo. 
Lin fue llevada de vuelta al Templo Aire de la Isla para hacer frente a Amon, quien preguntó por el paradero de Korra, diciéndole que si ella le decía, le dejaría conservar su control. Lin, atada e indefensa, le dijo a Amon que no le diría nada, dispuesta a sacrificar así su propia Tierra Control con el fin de proteger al Avatar. Amon entonces le quitó su control y Lin se desplomó en el suelo. 

### Tierra Control Restaurada
A pesar de la pérdida de su control, Lin acompañó al Equipo Avatar durante toda la conquista de Amon. Después de que Amon fue revelado como un Maestro, Lin viajó con el Equipo Avatar y la familia de Tenzin al Recinto de la Tribu Agua del Sur, donde esperaban que Katara fuera capaz de restaurar el control de Korra. Cuando Katara dijo que era incapaz de devolverle su control al Avatar, Lin señaló que Katara era la mejor curandera en el mundo, que debía ser capaz de hacer algo, de lo contrario el daño de Amon, nunca podría ser deshecho. Sin embargo, cuando Korra se escapó en Naga, fue visitada por el espíritu de Aang, quien le devolvió su control a través Energía Control. Más tarde, Korra utiliza esta habilidad para restaurar la Tierra Control de Lin, lo cual fue comprobado cuando levitó una serie de rocas que rodean su ubicación. Después, dio las gracias a Korra por restablecer su control. 

## Personalidad
Durante su tiempo como Jefe de Policía, Lin fue dura, inflexible y mostró un gran liderazgo. Tenzin mismo la describió como "un reto". Ella lo deja en claro cuando se irrita o no le gusta una persona, siendo abrasiva, especialmente hacia Tenzin y Korra. Sin embargo, ella puede mostrar su lado suave a veces. Cuando era Jefe Policía, ella apercibió a cualquier persona que violara la ley, independientemente de su intención, ya que ella se apresuró a condenar las acciones de Korra cuando el Avatar destruyó tanto propiedad pública como privada en un intento por frustrar las acciones de la Tríada de la Triple Amenaza. Ella cree que la única manera de mantener la paz y la estabilidad en Ciudad República es a través del uso de la fuerza policial, y trabajó duro para hacer cumplir las leyes de la ciudad, y sintió que Korra podría comprometer la estabilidad. Sin embargo, ella y Korra trabajaron juntas para tratar de derrotar a Amon, lo que demuestra que finalmente logró confiar en Korra en cierta medida. Desde la final del campeonato, pareció haberse vuelto un poco menos dura, no solo hacia Korra, sino que también hacia Tenzin, hasta el punto de rescatar a los amigos Korra y ayudar a Tenzin y su familia escapar de sus enemigos. 
Lin tiene muchos rasgos que al principio parecen ser diferentes de los de su madre, Toph. Mientras su madre, por lo menos en su juventud, era despreocupada y relajada, en cuanto a las reglas se refiere, Lin tiene una actitud sensata y toma las reglas que se establecieron en Ciudad República con mucha seriedad. Sin embargo, Lin también ha demostrado estar dispuesta a trabajar fuera de la ley para liberar a sus oficiales, mostrando una actitud similar a Toph. Por otra parte, es probable que, como Jefe de Policía, una Toph adulta también muestra una actitud de defensa de la ley. 
Lin ha heredado el hábito de su madre de no dar un trato especial a los demás sobre la base de sus títulos, como se ve a través de su tratamiento con Korra. A pesar de su exterior, indiferente y un poco frío, Lin también se preocupa profundamente por la seguridad de la Ciudad República, y asume la responsabilidad de aquellos que sirven con ella, como se demostró cuando decidió dejar su puesto de trabajo para poder trabajar fuera de la ley y sus limitaciones para salvar a sus oficiales, que habían sido capturados.

## Habilidades

### Tierra control
Al igual que su famosa madre, Lin ha dominado la Tierra Control. Ella es capaz de manipular fácilmente múltiples estructuras de piedra grandes a la vez, así como impulsarse a sí misma en lo alto en el aire.  Ella es igualmente competente en Tierra Control, tanto para el estilo tradicional como para el estilo de su madre. 
Lin también ha demostrado un gran dominio de la sub-habilidad del Sentido Sísmico, que le permite detectar con gran precisión la distribución de la zona en general. Esto también le permite localizar estructuras subterráneas y determinar que está dentro de la zona. Por ejemplo, ella fue capaz de localizar a sus oficiales capturados dentro de un escondite enemigo, pero también pudo percibir que Korra no estaba presente. Ella también pudo sentir el mecanismo de una puerta cerrada sin verlo. Al igual que Toph, esta capacidad estaba limitada, ya que sin contacto directo con la piel, que le exigía bien usar sus manos o retraer las suelas de sus botas, ella no podía "ver". 
Tras el ataque al Templo Aire de la Isla, la decisión de Lin de no revelar la ubicación del Avatar Korra le costó su Tierra Control. Pero sus capacidades fueron restauradas más tarde por el Avatar Korra, y se la vio levitando varias rocas grandes con facilidad. 

### Metal control
Como la exjefe de Policía de Metal Control, Lin es especialmente hábil y avanzada en este arte, capaz de extraer vigas de metal o pisos, y sin ayuda de nadie desgarrar el casco de metal de una aeronave. Para un uso más general, Lin utiliza sus cables retráctiles de metal, que son muy versátiles en la batalla. Con ellos, ella fue capaz de realizar impresionantes acrobacias, fácilmente moviéndose alrededor de la Arena para llegar a su techo. Ella también puede moldearlos como una especie de espada que salen desde la muñeca para una batalla a corta distancia. Lin también es capaz de realizar Metal Control intrincado y al mismo tiempo delicado, así como desbloquear esposas de metal a distancia o envolver su armadura en su cuerpo sin dañarse, e incluso cerrar el cierre del pantalón de Bolin.

## Otras Habilidades
A pesar de ser de mediana edad, Lin es muy ágil, rápidamente se recupera del ataque de un bloqueador chi y en el mismo movimiento, realiza saltos mortales de cabeza y vence a dos bloqueadores de chi. Sus reflejos son lo suficientemente rápidos como para lidiar con múltiples bloqueadores de chi por sí misma. Como su madre, Lin es también considerablemente más fuerte, capaz de lanzar a Korra al techo de la Arena con un cable mientras usa el otro para girar en el aire. Ella también ha mostrado una considerable puntería, capaz de romper mando del mazo de Tarrlok desde el otro lado una habitación grande con uno de sus cables de metal.